# 徳永圭一
徳永 圭一 （とくなが けいいち、1978年9月7日 - ）は、NHKのシニアアナウンサー。

## 人物
岡山県岡山市出身。岡山県立岡山芳泉高等学校を経て、一橋大学社会学部を卒業後、2001年に入局。

## 嗜好・挿話
- クイズが得意[3]。
- 通算5箇所の赴任地の内、のべ3箇所が中国地方。

## 現在の担当番組・業務
- アナウンスグループの業務調整
- 広島県・中国地方のニュース[注釈 1]
  - お好み845（宿直勤務時）
  - NHKニュースおはようちゅうごく（シフト勤務の土・日曜と代理で担当した際の平日）
  - お好みサタデー
  - お好みサンデー
  - お好みホリデー
  - ニュースちゅうごく645（県域放送縮小時）
- ひろしま コイらじ（2025年7月2日 - ） - 日替りアナウンサー

## 過去の担当番組・業務
松江放送局時代
- 島根県のニュース・中継・リポート
- しまね845
- 情報満開!しまねっと 5時台キャスター

宇都宮放送局時代
- 栃木県のニュース・中継・リポート

東京アナウンス室時代（1度目）（2010年8月 - 2018年6月）
| 番組                                                                                | 放送日                              | 放送チャンネル | 担当 |
| ----------------------------------------------------------------------------------- | ----------------------------------- | -------------- | --- |
| NHKニュースおはよう日本                                                             | 2010年8月 - 12月                    |                | リポーター |
| クイズ面白ゼミナールR（リターンズ）                                                 | 2013年7月20日                       |                | 司会 |
| Nスペ5min.アルツハイマー病をくい止めろ!                                             | 2014年1月18日                       |                | ナレーション |
| Nスペ5min.大アマゾン 最後の秘境 第2集 ガリンペイロ 黄金を求める男たち               | 2016年5月7日                        |                | ナレーション |
| 所さん!事件ですよ                                                                   | 2014年8月21日                       |                | プレゼンター |
| 所さん!大変ですよ                                                                   | 2014年12月26日                      |                | プレゼンター |
| NHKスペシャル シリーズ日本新生                                                      | 2014年7月19日、2015年1月10日        |                | 自身のアニメキャラクター役、ナレーション |
| ワイルドライフ 第222回 アフリカ・ザンビアの不思議な森 オオコウモリ 謎の大集結に迫る | 2016年2月29日                       |                | ナレーション |
| プレマップ NHKスペシャル“睡眠負債”が危ない                                          | 2017年6月12日                       |                | ナレーション |
| 週刊ニュース深読み                                                                  | 2011年1月22日 - 2018年3月17日       | 総合テレビ     | 模型等の説明役「プレゼンター」 （2011年度は稲塚貴一、2012年度は小松宏司、2013 - 2015年度は中山準之助、2016 - 2017年度は田中寛人と隔週で担当） |
| 新クイズ面白ゼミナール                                                              | 2014年3月29日 - 、不定期            | BSプレミアム   | 司会 |
| しあわせニュース                                                                    | 不定期                              |                | リポーター（大晦日 の放送の時はプレゼンター）                                                                                                 |
| 所さん!大変ですよ                                                                   | 2015年4月2日 - 2018年3月            |                | プレゼンター |
| ニュース・気象情報                                                                  | 主に土曜日の夜・平日午後など        | 総合テレビ     | アナウンス |
| ラジオニュース                                                                      | 日曜日20時 - 翌朝の午前中、月に一度 |                | アナウンス |
| 首都圏ニュース                                                                      | 主に土曜                            |                | アナウンス |
| おんな城主 直虎 直虎紀行                                                            | 2017年1月8日 - 12月17日             |                | ナレーション |
| 2018年度入局アナウンサーの新人研修など 。                                           |                                     |                | |

岡山放送局時代（2018年6月 - 2022年6月）
- 放送部副部長業務
- 岡山県のニュース
- 岡山ニュース845（不定期）
- おはよう岡山（不定期）
- もぎたて!（編集責任者、望月啓太、勝呂恭佑らが休演の際の代理キャスター）
- ひるまえ直送便・岡山（編集責任者）
- @okayama（編集責任者）
- 中国地方のニュース（広島放送局への応援。2021年3月6日 - 7日の夜勤対応）
- 緊急報道（岡山放送局発）

東京アナウンス室時代（2度目）（2022年7月 - 2025年6月）
- 報道アナウンサーグループ統括
- 岡山ニュース845（勤務経験のある岡山放送局への応援。2022年11月11日）
- 岡山県のニュース（勤務経験のある岡山放送局への応援。2022年12月10日 - 11日、2023年2月24日）
- NHKニュースおはよう日本（2022年7月 - 2023年6月） - リポーター（2度目）
- さんいんNEWS645（勤務経験のある松江放送局への応援。2024年4月27日）

広島放送局時代（2025年7月 - ）